# يورقانلوي جنيزة
يورقانلوي جنيزة هي قرية في مقاطعة أرومية، إيران. يقدر عدد سكانها بـ 158 نسمة بحسب إحصاء 2016.